# Cyrtopogon chinensis
Cyrtopogon chinensis là một loài ruồi trong họ Asilidae. Cyrtopogon chinensis được Engel miêu tả năm 1934.